# Martin Luther King Sr.
Ne doit pas être confondu avec Martin Luther King Jr. ou Martin Luther.
Martin Luther King Sr. (Michael King), né à Stockbridge (Géorgie), le 19 décembre 1899, et mort le 11 novembre 1984 à Atlanta, est un pasteur chrétien baptiste et militant non-violent afro-américain pour les droits civiques, militant pour la paix. Il est le pasteur principal de l'Église baptiste Ebenezer à Atlanta de 1931 à 1975.

## Biographie
Il est né sous le nom de Michael King à Stockbridge (Géorgie) le 19 décembre 1899, de Delia et James Albert King.
En 1925, il commence à étudier la théologie au Morehouse College, tout en travaillant la journée comme aide-mécanicien et pompier des chemins de fer. Il obtient un Bachelor of Theology en 1931.

### Ministère
En 1927, il devient assistant pasteur à l'Église baptiste Ebenezer d’Atlanta, puis pasteur principal en 1931.
En 1934, il change son nom, ainsi que celui de son fils aîné, en Martin Luther, après avoir été inspiré par le réformateur Martin Luther lors d'un voyage en Allemagne pour un congrès de l'Alliance baptiste mondiale.
En 1935, il devient leader local de la National Association for the Advancement of Colored People à Atlanta. Il est également membre du comité exécutif de l’organisation. Il est officier de la Civic and Political League. Il a manifesté pour l'égalité des salaires des enseignants à Atlanta.
Il quitte son poste de pasteur principal en 1975.
En 1975, Jimmy Carter, candidat du démocrate à la présidence pour l'élection de 1976, sollicite le soutien de King. Il répond qu’il accepterait uniquement si le vice-président Nelson Rockefeller ne serait pas candidat, en raison du poids de ce dernier en matière de droits civiques. Comme Rockefeller n’a pas été candidat, King accepte. Il a notamment défendu le bilan général de Carter dans les églises afro-américaines et dans la presse, après que ce dernier ait tenu des propos maladroits. Il est invité à dire une prière aux Convention nationale démocrate de 1976 et 1980.

## Vie personnelle
En 1926, il épouse Alberta à l'église Ebenezer. Ils ont trois enfants : Willie Christine King (née en 1927), Martin Luther King Jr. (né Michael King Jr., 1929-1968) et Alfred Daniel Williams King (1930–1969).
Son fils Martin Luther King Jr. est tué par balle en 1968 par James Earl Ray et Alfred Daniel Williams King est décédé dans une noyade accidentelle en 1969.
Sa femme Alberta est assassinée par Marcus Wayne Chenault le dimanche 30 juin 1974 à l'église baptiste Ebenezer pendant le service du dimanche.
Il est décédé d'un crise cardiaque à l'hôpital Crawford W. Long d'Atlanta le 11 novembre 1984, à l'âge de 84 ans.

## Distinctions
En 1975, il reçoit un doctorat en lettres humaines (doctorat honoris causa) de l’Université Dillard.